# Maurice Ross
Pour les articles homonymes, voir Ross.
Maurice Alexander Ross, couramment appelé Maurice Ross, est un footballeur international écossais, né le 3 février 1981, à Dundee. Évoluant au poste d'arrière droit, il est particulièrement connu pour ses saisons aux Rangers.
Il compte 13 sélections en équipe d'Écosse.

## Biographie

### Carrière en club
Natif de Dundee, il est formé aux Rangers, club où il signe son premier contrat professionnel et où il joue son premier match en février 2000, lors d'une victoire 7-0 contre Dundee. Il alterne alors entre équipe première et équipe de jeunes ou réserve (il sera notamment le capitaine des moins de 21 ans des Rangers), avant de s'imposer comme un membre régulier de l'équipe première à partir de la saison 2002-03, décrochant rapidement ses premières sélections internationales.
Bien qu'ayant signé un contrat de 4 ans en 2003 avec les Rangers à une période où tout lui souriait, il tomba ensuite en méforme et en disgrâce, de manière que les Rangers acceptèrent en août 2005 de le transférer gratuitement à Sheffield Wednesday. Aux Rangers, il a joué un total de 106 matches officiels pour 3 buts inscrits (dont 77 matches de championnat pour 2 buts inscrits). Dans son nouveau club, il ne jouera que deux matches avant d'être prêté aux Wolverhampton Wanderers deux mois plus tard.
Les Wolves levèrent l'option d'achat liée au prêt en janvier 2006, lui faisant signer un contrat de 6 mois, mais qu'ils ne prolongèrent pas à son issue, lui permettant ainsi de s'engager pour Millwall à la fin de la saison 2005-2006. Il faisait partie de l'équipe-type de son entraîneur en début de saison, avant de passer le reste de celle-ci comme remplaçant.
En mars 2007, il s'engagea pour le club norvégien du Viking FK qu'il quitta pour le club turc de Kocaelispor en février 2009, pour une pige de 6 mois.
Le 12 octobre 2009, Mark McGhee, l'entraîneur d'Aberdeen, annonça qu'à la demande de Maurice Ross, il avait accepté que celui-ci s'entraîne avec les joueurs de l'équipe et puisse bénéficier des installations du club, dans le but de retrouver la forme et un nouveau club. Il signa finalement un court contrat avec Aberdeen jusqu'en janvier 2010, tout en continuant à se chercher un véritable nouveau club.
Le 10 février 2010, il put ainsi officialiser sa signature avec le champion de Chine en titre, Beijing Guoan. Le 1er avril 2011, sa signature avec Motherwell lui permit de rejouer en championnat d'Écosse pour la première fois depuis son départ des Rangers en août 2005. Mais son contrat fut résilié dès le 1er juin suivant, lui permettant de s'engager avec le club de deuxième division, Livingston, le 13 octobre 2011 jusqu'en janvier 2012.
Il s'engagea alors pour le club de troisième division norvégienne (en) FK Vidar (en).

### Carrière internationale
Maurice Ross reçoit 13 sélections en faveur de l'équipe d'Écosse. Il joue son premier match le 16 mai 2002, pour une défaite 1-4, au Stade Asiad de Busan, contre la Corée du Sud en match amical. Il reçoit sa dernière sélection le 19 novembre 2003, pour une défaite 0-6, à l'Amsterdam Arena, contre les Pays-Bas en barrages des éliminatoires de l'Euro 2004. Il n'inscrit aucun but lors de ses 13 sélections, et reçoit 3 cartons jaunes et 1 rouge.
Il participe avec l'Écosse aux éliminatoires de l'Euro 2004 (y compris les barrages) et à la Coupe de la Réunification (en).

## Palmarès

### Comme joueur
- Rangers :
  - Champion d'Écosse en 1999-2000, 2002-03 et 2004-05
  - Vainqueur de la Coupe d'Écosse en 2002 et 2003
  - Vainqueur de la Coupe de la Ligue écossaise en 2003 et 2005

## Parcours d'entraîneur
- jan. 2015-déc. 2015 :  Sola VK
- jan. 2016-déc. 2016 :  Egersunds IK
- fév. 2017-déc. 2017 :  FC Suðuroy
- jan. 2018-mai 2018 :  Víkingur Gøta
- nov. 2021-mars 2023 :  Cowdenbeath FC